# Universo de Naruto
El universo de Naruto es un universo ficticio de Masashi Kishimoto, que sirve como escenario para la serie de manga y anime del mismo nombre.
En este universo, influenciado por diversas fuentes, los protagonistas principales son ninjas que canalizan una fuerza espiritual conocida como chakra. Esta capacidad les permite utilizar una amplia variedad de técnicas de combate ficticias llamadas jutsus, las cuales difieren según el usuario. Además de esto, la representación de los ninjas se aleja de los estereotipos comunes asociados al Japón feudal, a pesar de que la serie incorpora conceptos provenientes del sintoísmo, el budismo, y elementos del taoísmo y el hinduismo.
Los ninjas residen en aldeas ocultas y desempeñan funciones para sus países a través de diversas misiones, especialmente durante períodos de guerra. Cada aldea tiene su propia organización interna, y el líder, conocido como Kage, es el ninja más poderoso de la aldea. Aunque designado por el señor feudal, quien representa el liderazgo civil del país, el Kage disfruta de cierta autonomía.
La jerarquía sigue las normas propias del género shōnen, donde los jóvenes son instruidos por sus mayores.

## Creación y diseño
Con el propósito de desarrollar personajes originales, Kishimoto se sumergió en la lectura de varios mangas shōnen.Cita específicamente como influencia al mangaka Akira Toriyama, creador de Dragon Ball. El personaje de Son Gokū, con su energía desbordante y perspectiva ingenua, sirvió de inspiración para Naruto Uzumaki, considerándolo como el arquetipo de un héroe shōnen. El «lado negativo» de Gokū también influyó en el de Naruto, ya que ambos comparten la experiencia de ser poseídos por un demonio y vivir una infancia difícil.
Kishimoto también destaca la influencia de Toriyama en sus habilidades para dibujar animales. Para él, considera que un buen diseñador de manga debe ser capaz de diseñar tanto personajes como animales. Esto se refleja en el mundo de Naruto, que presenta una amplia variedad de criaturas, incluyendo aquellas que aparecen en forma de invocación. Específicamente, Kishimoto revela su predilección por los perros, razón por la cual desempeñan roles significativos a lo largo de la trama del manga.
Las armas que conforman el diverso arsenal del mundo de Naruto a menudo encuentran inspiración en aquellas que se presentan en otros mangas.
El autor también destaca la influencia del cine y la televisión, particularmente la película Matrix, que admira y que inspiró ciertos elementos del vestuario, como el de Gaara en la segunda parte del manga.También menciona haber visto muchas películas de la serie Jingi del director Kinji Fukasaku durante su juventud. Le atraen las modas y costumbres japonesas representadas en las películas sobre los yakuza, especialmente las relaciones profesor-alumno. Además, ha consumido numerosas series dramáticas tokusatsu, influyendo notoriamente en el concepto de «equipos» ninja en su obra. El mundo de los videojuegos de rol también le brindó inspiración, incorporando elementos del universo de Naruto como la disparidad en los equipos,los gestos utilizados para crear técnicas, evocando la idea de encantamientos en los juegos.
Por la estética de sus paisajes y vestuarios, el mangaka a menudo encuentra inspiración en China, disfrutando especialmente de dibujar estatuas de dragones, y ocasionalmente representando sapos con atuendos de monjes guerreros Shaolin. No duda en fusionar esta influencia con elementos del estilo japonés, recurriendo a este último para ciertos dibujos de árboles o montañas. Además, su propia experiencia con la moda durante la infancia, que le resultaba encantadora y un tanto antigua, pero conservando un toque «cool», sirvió de inspiración para el diseño de la vestimenta de Naruto. Los paisajes de su infancia en un «pueblo tranquilo» en la Prefectura de Okayama lo inspiraron para representar ciertos dibujos de bosques y ríos en su obra.Afirma que «frecuentemente visita jardines japoneses y asiste a representaciones de kabuki» como una fuente continua de inspiración.
En el ámbito gastronómico, Kishimoto encuentra inspiración tanto en la comida tradicional japonesa, como el ramen, dango y yakiniku, como en la comida chatarra occidental, como las patatas fritas, refrescos y dulces.

### Creación del universo
Cuando Kishimoto pensó en la puesta en escena de Naruto, primero se centró en el diseño de la Aldea Oculta de la Hoja. Kishimoto dice que «este diseño fue creado de manera bastante espontánea y sin pensarlo mucho», pero admite que el paisaje está inspirado en los alrededores de la casa en la que vivía de niño en la Prefectura de Okayama.

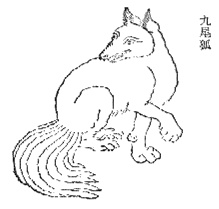
Ilustración del Zorro de nueve colas en el Shanhaijing.

Kishimoto creó la Hoja sin especificar ningún período histórico –sin embargo asumiéndolo «cercano a la era actual»– o ubicación geográfica en relación con el mundo real, y agregó que la ubicación de la aldea es simplemente «un lugar fuera de [su] imaginación». Señala de todos modos que si tuviera que definir un clima y una topografía, estarían cerca de los de la ciudad de Kioto en Japón, siendo esta información bastante especulativa, ya que nunca visitó esta ciudad.
Como el mundo de Naruto es un universo ficticio, Kishimoto especifica que tuvo que «crear ciertas reglas no negociables» –como restricciones en el uso de armas–, y aplicarlas de manera sistemática, para que la acción se desarrolle agradablemente.
Para construir su universo, a Kishimoto también le gusta realizar su propia investigación en la cultura japonesa que aprecia mucho, para luego referirse a ella; también quería inspirarse en la astrología china, que estaba muy presente en Japón. Se puede notar por ejemplo la aparición en la narración de ciertos monstruos legendarios de ritos sintoístas o de tradición japonesa, como el Zorro de nueve colas –kitsune–, el 'Tanuki y el Bakeneko –tres entidades polimórficas–, o el Baku y Yamata-no-Orochi.
Algunas técnicas también llevan los nombres de los principales dioses del sintoísmo: Tsukuyomi, Amaterasu, Susanoo, Izanagi e Izanami. Del mismo modo, hay algunos objetos legendarios, como las espadas Kusanagi y Totsuka, y el espejo Yata no Kagami. El símbolo de tomoe también se usa ampliamente en varias formas a lo largo del manga.
También hay ciertas conexiones con elementos tomados de obras de la literatura asiática, teniendo los Sannins, por ejemplo, nombres y características similares a los de los personajes del cuento Jiraiya Goketsu Monogatari. Asimismo, el bastón usado por el tercer Hokage, resultado de una transformación de Enma, puede cambiar de dimensiones y es indestructible, como el arma que usa el mono Sun Wukong, personaje principal de Viaje al Oeste de Wu Cheng'en.

## Chakra
El chakra (チャクラ Chakura?), del sánscrito «rueda» o «disco» (चक्र), en el universo de Naruto, es una forma de energía derivada de la unión de la energía física presente en cada célula y la energía espiritual adquirida a través del ejercicio y la experiencia. El chakra se canaliza a través de un sistema circulatorio particular, similar a la sangre, a través del cual puede llegar a todas las células del cuerpo.
Similar al Qì (en chino simplificado, 气; en chino tradicional, 氣) del taoísmo y utilizado para la realización de un jutsu, es generado por la combinación de la energía física (身体エネルギー Shintai enerugī?), creada por la condición física y entrenamiento del ninja, y la energía espiritual (身体エネルギー Shintai enerugī?), adquirida con el ejercicio y la experiencia.<refname=cap17pg17 /> 
Cada ninja tiene, cuando «moldea» el chakra, un sentido natural de rotación alrededor del eje del cuerpo; esta dirección se puede determinar observando la curvatura del cabello en la parte superior de la cabeza. Sentir la dirección de la rotación del chakra requiere un «sexto sentido», pero permite al ninja evitar interrupciones inoportunas en el flujo del chakra cuando usa el ninjutsu.
Para justificar el uso de poderes «especiales», Kishimoto explica que tenía que encontrar una explicación plausible. Por lo tanto, inventó un concepto de «fuerza» (similar al concepto de Star Wars, Ki en Dragon Ball Z o «puntos mágicos» en los juegos de rol ), al que llamó chakra sin tener una afinidad particular con el misticismo de Indias Orientales.

### Circulación del chakra
En todo el cuerpo también hay 361 puntos de presión tan gruesos como la cabeza de un alfiler invisible a simple vista que, si se identifica con precisión, se puede golpear para evitar que el chakra fluya hacia el cuerpo. En el sistema circulatorio hay áreas específicas llamadas las «ocho puertas internas» (八門 Hachimon?) que controlan y limitan el flujo del chakra dentro del cuerpo, evitando que la persona vaya más allá de sus capacidades físicas y mentales. Al abrir estas puertas, la persona puede ir más allá de sus límites físicos, ganando fuerza y velocidad extremas, pero con un alto riesgo para su cuerpo. La octava y última puerta genera un poder inigualable, pero provoca la muerte inevitable del usuario. Las ocho puertas se enumeran a continuación:
- Puerta de apertura (開門 Kaimon?)
- Puerta del descanso (休門 Kyūmon?)
- Puerta de la vida (生門 Seimon?)
- Puerta del dolor (傷門 Shōmon?)
- Puerta del cierre (杜門 Tomon?)
- Puerta de la visión (景門 Keimon?)
- Puerta de la conmoción (驚門 Kyōmon?)
- Puerta de la muerte (死門 Shimon?)

Al abrir las puertas psíquicas, las técnicas de concentración hacen posible superar tales límites y lograr el Kinjutsu (禁術 Técnica prohibida?) como la Flor de loto al abrirse todas las puertas. Tal práctica naturalmente aumenta diez veces la fuerza de uno, pero como muchas técnicas definitivas, es un arma de doble filo y las repercusiones de abrir puertas son extremadamente severas en la condición física del usuario. La apertura de la octava puerta se describe como el acceso a una fuerza colosal, superior incluso a la del ninja más fuerte, pero también como sinónimo de muerte. Ninjas peculiares como Might Guy o Rock Lee pueden levantar cerraduras psíquicas y abrir las puertas.

### Naturaleza del chakra

#### Cinco Elementos de la Naturaleza
En el universo de Naruto, la ejecución de un ninjutsu elemental requiere la Transformación de la Naturaleza (性質変化 Seishitsu Henka?), que consiste en cambiar la naturaleza del chakra en uno de los cinco elementos de la tradición japonesa.
- Tierra (土 Tsuchi?), que permite usar el Elemento Tierra (土遁 Doton?), que es fuerte contra el agua, pero débil contra los rayos
- Agua (水 Mizu?), que permite usar el Elemento Agua (水遁 Suiton?), que es fuerte contra el fuego, pero débil con la tierra
- Fuego (火 Hi?), que permite usar el Elemento Fuego (火遁 Katon?), que es fuerte contra el viento, pero débil contra el agua
- Viento (風 Kaze?), que permite usar el Elemento Viento (風遁 Fūton?), que es fuerte contra el rayo, pero débil contra el fuego
- Rayo (雷 Kaminari?), que permite usar el Elemento Rayo (雷遁 Raiton?), que es fuerte contra la tierra, pero débil contra el viento

#### Afinidad
El chakra de cada individuo tiene una afinidad más fuerte con uno de los cinco elementos básicos, esta particularidad facilita la manipulación del elemento en cuestión, el conocimiento de su afinidad permite, al especializarse, desarrollar sus habilidades. El tipo de afinidad de una persona se puede detectar mediante el uso de un papel especial, obtenido de árboles muy sensibles al chakra. Este papel, dependiendo de cómo reacciona cuando se hace fluir el chakra, determina el tipo de chakra del usuario:
- si el papel se quema, el chakra tiene una afinidad al fuego
- si el papel se corta, el chakra tiene una afinidad al viento
- si el papel se arruga, el chakra tiene una afinidad al rayo
- si el papel se desmorona, el chakra tiene una afinidad a la tierra
- si el papel se moja, el chakra tiene una afinidad al agua

Aunque esta práctica solo revela la afinidad principal, conocer esta sigue siendo muy útil ya que significa menor consumo de chakra y mayor facilidad de uso.
No es posible el uso de varios elementos simultáneamente. Solo ciertos kekkei genkai y el hecho de ser el jinchūriki de un bijū permiten la emancipación de tal límite.

#### Manipulación de la Forma
Además de la manipulación de la naturaleza del chakra, hay otra manipulación más rara llamada Keitai Henka (形態 変化 Manipulación de la forma?). Esta manipulación consiste en moldear el chakra para darle una forma especial y visible a simple vista. Lograr una transformación tanto en la naturaleza como en la forma es difícil porque requiere enfocarse en dos cosas opuestas al mismo tiempo, como «mirar a la izquierda y derecha al mismo tiempo».
Durante el manga se citan dos ejemplos: Chidori (千鳥?) o «Millar de Pájaros» –llamada así por el característico sonido cercano a un chirrido que produce–, que fue creada por Kakashi Hatake y que consiste en darle al chakra una forma de azul relámpago además a convertir la naturaleza en relámpago; y el Rasengan (螺旋丸?) o «Esfera espiral» creado por Minato Namikaze que toma la forma de un orbe de chakra giratorio en la palma de la mano sin cambios en la naturaleza. Este último es descrito como el perfecto keitai henka por Kakashi.
La segunda técnica es aprendida por Naruto con la ayuda de Jiraya, y la primera es aprendida por Sasuke, el némesis de Naruto, por Kakashi quien creó esta técnica basada en la segunda.

#### Ying y yang

Símbolo del ying y yang.

Yin y Yang es un concepto taoísta que representa una visión filosófica donde todo y su contrario se encuentran en todos los aspectos de la vida y el universo dentro de una relación simbiótica y complementaria. El yin (陰 in?) representa, entre otras cosas, los aspectos negativos de todo, mientras que el yang (陽 yō?) representa los aspectos positivos. También pueden representar el cuerpo y la mente respectivamente.
En el universo de Naruto, técnicas o disciplinas como la «manipulación de sombras», «multi tamaño», jutsu médico o genjutsu se describen implícitamente por estar relacionados con el equilibrio entre el yin y el yang del chakra, o entre la energía física y espiritual de este. Según los preceptos del taoísmo, el yin no puede prescindir del yang y viceversa. Sin embargo, técnicas como los fantasmas del chakra espiritual de Tayuya que poseen un desequilibrio voluntario del chakra los vuelven inestable, permitiéndoles por ejemplo devorar las energías que faltan.
Este equilibrio también está presente en el chara de las bestias con cola, el cuarto Hokage selló, según Jiraya, solo la parte yang de Kurama en el cuerpo de su hijo.

Ilustración de la manipulación del chakra del sabio.

#### Chakra del sabio
El chakra del sabio es una forma diferente de chakra que permite el uso del Senjutsu (仙術 Técnicas del Sabio?).
Además de la energía corporal y espiritual, moldear el chakra del sabio requiere «Energía narutal» (自然 エネルギー Shizen enerugī?), encontrado en la atmósfera y el terreno, que debe estar perfectamente equilibrado con las otras dos energías –controlando el flujo de energía natural dentro y fuera del cuerpo–, con el riesgo de convertirse primero en un sapo –en el caso de que se use el modo sabio de los sapos–, luego fusionarse con la naturaleza hasta el punto de convertirse en estatuas de piedra de sapos. El senjutsu, empero, no es una técnica exclusiva de los sapos; las serpientes también lo dominan.
A diferencia del chakra ordinario, moldear tal chakra requiere «volverse uno con la naturaleza», lo que exige concentración y quietud perfectas, llevando a la persona al modo sabio en una meditación profunda y, por lo tanto, poniéndolo en peligro mientras esté expuesto en caso de ataque. una vez que se alcanza el modo sabio, el ninja aumenta diez veces su poder y fuerza.
Mientras que los conceptos anteriores están inspirados en el taoísmo y más específicamente en el yin y el yang y el símbolo taijitu, el senjutsu está inspirado en el concepto budista de trikāya y el símbolo gankyil.

## Jutsu
El Jutsu (術 Técnica o habilidad?) es la esencia del ninjutsu en Naruto. Considerada como una técnica de lucha,  solo se puede adquirir tras un largo entrenamiento destinado a desarrollar y controlar los recursos físicos y espirituales.
Pueden ser puramente físico, como el taijutsu o el kenjutsu o confiar en la fuerza del ninja moldeando y transformando el chakra, como el genjutsu o el ninjutsu.
Según el sitio web IGN, el jutsu es una de las cosas más divertidas de Naruto, debido a su increíble diversidad. Los intrincados sellos requeridos para estas técnicas, la idiosincrasia física única y el poder destructivo puro del ninjutsu son los elementos que hicieron que la serie fuera muy popular.
Los libros de datos dedican una gran parte con una lista de jutsus, acompañada de numerosos datos técnicos.

### Técnicas básicas
Las técnicas básicas son las que se enseñan en la academia ninja y se supone que deben dominar todos los ninjas que hayan obtenido el rango genin. Se clasifican en el rango «E» –el más bajo–. Estas técnicas incluyen:
- Jutsu: Clon de sombra (分身の術 Bunshin no Jutsu?), el usuario crea clones de sí mismo.
- Jutsu de Transformación (変化の術 Henge no Jutsu?), el usuario toma la apariencia de una persona, un animal u objeto.[DB 24]
- Jutsu: Reemplazo de Cuerpo (変わり身の術 Kawarimi no Jutsu?), el usuario permuta algo –el cuerpo de uno o el de otra persona– con algo más –un tronco, la mayoría de las veces–.[DB 25]
- Jutsu: Escape de Cuerdas (縄抜けの術 Nawanuke no Jutsu?), el usuario debe desatarse las cuerdas cuando está atado de manos y pies.[DB 26]

### Ninjutsu
El Ninjutsu (忍術 Ninjutsu?) es el arte ninja. Este tipo de técnica suele consumir una cantidad significativa de chakra. Hace un uso extensivo de la naturaleza del chakra y requiere saber cómo «controlarla» correctamente.

#### Sellos manuales
Los sellos manuales son movimientos manuales llamados mudra, los cuales son necesarios para la ejecución de un ninjutsu. De hecho, para realizar una técnica, un ninja no solo debe controlar su chakra en áreas específicas del cuerpo, sino también hacer una secuencia de signos –cada técnica tiene una secuencia diferente–.
Según Kishimoto, desarrolló este sistema como una alternativa a los encantamientos verbales en los juegos de rol para lanzar hechizos. El autor también explica que le gusta mucho dibujar manos y dedos.

Sello de la rana
Sello del búfalo
Sello del tigre
Sello de la liebre
Sello del dragón
Sello de la serpiente
Sello del caballo
Sello de la cabra
Sello del mono
Sello del gallo
Sello del perro
Sello del cerdo

También hay signos específicos de ciertas técnicas como la cabra modificada del Jutsu: Multiclones de sombra –aprendida por Naruto Uzumaki en el primer capítulo del manga–:

Sello del Jutsu: Multiclones de sombra

### Invocaciones
El arte de las invocaciones es una rama del ninjutsu que permite convocar seres vivos u objetos con la técnica Jutsu de Invocación (口寄せの術 Kuchiyose no Jutsu?).
En el caso de convocar criaturas, el invocador primero debe haber firmado con su sangre, un contrato que lo vincula a la criatura a convocar. Luego, cuando lo desee, puede hacer aparecer una criatura con la que ha hecho tal pacto, ofreciendo unas gotas de su sangre y realizando los sellos apropiados –cerdo - perro - gallo - mono - cabra–.
Invocar objetos no requiere sangre, pero requiere el uso de pergaminos o tatuajes especiales.

### Kekkei Genkai
Los Kekkei genkai (血継限界 Límite de línea sanguínea o Técnica de línea sucesoria?) son técnicas que se transmiten de generación en generación y son inaccesibles para otros ninjas.
Hay principalmente tres categorías: el Dōjutsu, que es literalmente el arte de usar los ojos, las fusiones de elementos que permiten el uso de técnicas elementales únicas, y el conjunto de todas las demás técnicas hereditarias que no entran en las categorías anteriores debido a sus especificidades únicas y, a veces, limitadas para un ninja.
Ciertos jutsus pueden considerarse hereditarios, porque los usa un solo clan, pero no se transmiten por sangre: estos son los Jutsus secretos (秘術 Hijutsu?) el uso de estas técnicas es reservada solo para un mismo clan. Algunos ejemplos son: el «Jutsu: Imitación de Sombra» del clan Nara, «Jutsu: Multi Tamaño» del clan Akimichi, «Jutsu: Huésped de Insectos Destructivos» del clan Aburame o el «Jutsu: Cambio de Cuerpo y Mente» del clan Yamanaka.
Existe una técnica hereditaria extremadamente rara y poderosa, el Kekkei tōta. Es una técnica que mezcla 3 afinidades mientras que un kekkai genkai solo mezcla dos afinidades. El kekkai tōka solo lo poseen 2 personas en las 5 grandes naciones, es el segundo Tsuchikage (Mû) y el tercero.

### Senjutsu
El Senjutsu (仙術 Técnicas del Sabio?) es una rama del ninjutsu, que representa todas las técnicas que utilizan el chakra del sabio. Por lo general, son técnicas clásicas, pero potenciadas por la «energía natural».
Este arte lo practican notablemente los sapos sabios que viven en el Monte Myôboku (妙木山 Myōboku Zan?).
También es utilizado por varios ninjas en el manga, como Jiraiya y Naruto Uzumaki, quienes lo aprendieron con los sapos.
En el monte Myôboku, bajo la tutela de Fukasaku, el entrenamiento de Naruto duró tres etapas.

La posición de meditación para acumular energía natural es similar a la del gran buda Amitābha de Kamakura.

1. El primer paso es controlar la acumulación de energía natural con la ayuda del aceite de sapo que tiene el poder de atraer energía natural. Esta parte del entrenamiento es muy peligrosa porque si el aprendiz no es capaz de controlarla puede convertirse en un sapo y posteriormente en una estatua para siempre.[nota 15] Su maestro debe vigilar, con un bastón capaz de absorber esta energía, que su alumno no pase el límite, golpeándolo violentamente con el bastón al inicio de la transformación. Como el aceite solo tiene consistencia en el monte Myôboku –se evapora tan pronto como sale de su atmósfera–, es inútil pensar en llevar algo al mundo ninja para usarlo y así facilitar la acumulación de la energía natural.[nota 16]
2. Es necesario lograr acumular y equilibrar la energía natural sin aceite –controlando las entradas y salidas–, lo que requiere una perfecta quietud y comunión con la naturaleza. Para que Naruto se las arregle para permanecer perfectamente quieto, Fukasaku lo coloca en una losa de piedra en equilibrio sobre un pico rocoso en una posición cercana a la posición del loto. Cuando se completa este paso, aparece una pigmentación alrededor de los ojos.[nota 17]
3. Finalmente, se debe aprender a usar la energía natural para el combate, en particular el «kata de los sapos» –un taijutsu extremadamente rápido–.[nota 18]

Naruto ha logrado equilibrar perfectamente los tres chakras, gracias en particular a su fenomenal cantidad de chakra «normal». Jiraiya no ha logrado esto por completo y, por lo tanto, se vuelve levemente en un sapo cuando entra en modo sabio.
Un ninja en modo sabio, utilizando energía natural, recupera más vida. También puede sentir el chakra de todo ser vivo que se encuentre en una amplia área.
El gran riesgo del modo sabio es el necesario período de inmovilidad que deja al ninja a merced de su oponente; por lo tanto, tener éxito en el cambio a este modo requiere aliados que permitan «ahorrar tiempo». El otro problema es que un ninja, que lucha en este modo, ya no está inmóvil y, por lo tanto, ya no acumula energía natural; por lo tanto, solo puede usar el senjutsu durante un período de aproximadamente cinco minutos. Para superar este problema, los sapos del monte Myôboku utilizan la «fusión»: un sapo fusionado al hombro del ninja acumula energía natural, lo que permite prolongar el modo sabio.
Debido a que los sapos no pueden fusionarse por Kurama, Naruto usa otra táctica basada en el «Jutsu: Multiclones de sombra», permitiendo que los clones acumulen energía natural en el monte Myôboku y los invoca según sea necesario para recuperar su energía disipándolos.

### Genjutsu
El Genjutsu (幻術 Genjutsu?, Técnicas ilusorias) es el arte de las ilusiones y los artificios. Esta técnica implica manipular las conexiones sinápticas que tienen lugar en el cerebro para alterar los órganos de percepción. Estas alteraciones de la percepción son causadas por la inyección de chakra en el cerebro. Es un tipo de técnica que requiere un alto nivel intelectual. Los ninjas que dominan el genjutsu pueden engañar a sus oponentes jugando en su entorno. Entonces la víctima se verá inmersa en una especie de ensueño: tendrá la impresión de percibir, oír y sentir cosas. Por lo tanto, el ninja puede dominar a su oponente manipulándolo.

### Taijutsu
El Taijutsu (体術 Taijutsu?, Técnica cuerpo a cuerpo), como su nombre lo indica, es el arte del combate cuerpo a cuerpo. Por lo tanto, el taijutsu se refiere a todas las técnicas de artes marciales o que involucran el cuerpo del ninja en combate cuerpo a cuerpo. Tiene en cuenta la fuerza física y la velocidad de movimiento.
Este tipo de técnica generalmente no usa un chakra; la mayoría de las veces es una combinación de golpes o patadas, bloqueos, saltos, movimientos ágiles y paradas. Sin embargo, agregar chakra tiene la capacidad de perfeccionar o fortalecer una técnica.
En el mundo de Naruto, hay dos ramas del taijutsu: Gōken y Jūken.
El cuarto Raikage, junto con su padre el tercer Raikage, también usa un estilo ninja especial, nintaijutsu, que combina elementos del ninjutsu –como cubrir el cuerpo con una envoltura de chakra tipo rayo– y taijutsu –poderosos ataques físicos combinados con técnicas del ninjutsu–.

#### Goken
El Goken (護憲 Gōken?) es el estilo de lucha más común. Consiste en infligir daños corporales externos como fracturas o hematomas. La mayoría de los ninjas practican este estilo, pero los verdaderos especialistas en este campo son Might Guy y su discípulo Rock Lee, cuyo nombre y estilo –notablemente el «puño borracho», o Zui quan– están inspirados en Bruce Lee.

#### Juken
El Juken (柔拳 Jūken?) es un estilo de lucha conocido solo por el clan Hyuga. Solo se puede practicar con el byakugan, ya que requiere una vista perfecta de los meridianos y los puntos de presión del chakra. Inflige daño interno por presión sobre los puntos que disminuye o detiene el flujo de chakra. Como el sistema circulatorio del chakra está enredado con los órganos internos, una simple alteración puede causar daños graves.
Algunas técnicas del juken se basan en un «círculo de adivinación» formado por un pa kua al que se agrega un círculo exterior decorado con kanjis que representan 8 de los 24 personajes clave del Pa kua chang. El Hyuga se coloca en el centro del círculo en una posición particular que le permite posteriormente golpear ciertos puntos con una precisión y velocidad incomparables, ya sea para defenderse –desviar o contrarrestar proyectiles, por ejemplo–, o para atacar –una de estas técnicas permite en particular para golpear muy rápidamente 64 puntos de presión del oponente, bloqueando completamente la circulación de su chakra–.

### Fuinjutsu
El Fuijutsu (封印術 Fūinjutsu?, Técnica de sellado) es un arte que permite aprisionar entidades en un cuerpo o en un pergamino, pero también actuar sobre las capacidades físicas y mentales de un individuo al que se le pone el sello. Un sello deja una marca específica –un kanji o tomoe– en el cuerpo o en el pergamino utilizado.

#### Juinjutsu
El Juinjutsu (呪印術 Jūinjutsu?, Técnica de sellado maldito) es un arte derivado de los sellos anatematizados –los llamados «malditos»–. Este tipo de técnica consiste en actuar de forma nociva sobre las disposiciones físicas y psíquicas del sujeto sellado, agregándole un poder especial por ejemplo, como en el caso de la marca maldita de Orochimaru, o limitándolo sus capacidades, como en el caso de la esvástica –que representa un pájaro enjaulado estilizado–, en la segunda rama del clan Hyuga, o los sellos utilizados por Danzō Shimura.
Crear un sello a veces requiere largos preparativos y un ritual particular, como cuando Kakashi Hatake intenta quitar la marca maldita colocada en Sasuke Uchiha, o cuando Jiraiya sella el fuego del amaterasu.

### Kinjutsu
El Kinjutsu (禁術 Kinjutsu?, Técnica prohibida) son una clase de técnicas prohibidas, por considerarse extremadamente peligrosas para el usuario –clasificadas de rango S–, o incluso poco éticas –como el «Jutsu sexy» de Naruto y Konohamaru, que consiste en tomar la forma de una joven desnuda de buen físico y seductora–. Estas técnicas, secretamente protegidas por el propio Kage en pergaminos, estaban prohibidas por razones técnicas. Para el ninja de una aldea, teóricamente está prohibido explotar o profesar tal conocimiento a menos que surjan eventos cruciales. Los ninjas que dominan este tipo de jutsu son pocos.
Algunos ninjas se han especializado en este tipo de técnicas, como Orochimaru que domina muchas de ellas, algunas de las cuales él mismo inventó, y no duda en utilizarlas.

## Historia y leyendas

### Origen del chakra
Según la leyenda inscrita en la estela de piedra sagrada del Santuario Nakano, un lugar de reuniones secreto del clan Uchiha, el chakra proviene de un árbol divino llamado Shinju (神樹 Dios árbol?). Una vez cada mil años, el árbol producía una fruta que estaba prohibido tocar.-

El ojo en el medio de la frente de Kaguya.

Con el mundo humano devastado por las guerras, una princesa llamada Kaguya Otsutsuki (大筒木カグヤ Ōtsutsuki Kaguya?) de otro planeta, llegó a la tierra de So para protegerse de otros seres desconocidos. El señor de esta tierra era un joven que respetaba profundamente a Kaguya porque poseía el byakugan. También podía empujar violentamente a las personas cercanas a ella y cortarlas en pedazos. Como el país de So fue perseguido por el país de Ka y este último era tres veces más poderoso militarmente, el señor prohibió atacar al pueblo de Ka. Con el señor de Ka queriendo secuestrar a Kaguya, y Kaguya ignorando la regla impuesta anteriormente, se defendió. El señor de Ka, informándolo al señor de So, persiguió a Kaguya sin saber que estaba embarazada de sus hijos. El sirviente de Kaguya, llevado por su ama en su huida, fue asesinado. Kaguya luego se convirtió en la jinchūriki de Shinju y activó el Tsukuyomi Infinito. Así se convirtió en la primera persona en ser dotada de un chakra. Fue temida y adorada por los humanos bajo el nombre de «Diosa conejo» o «Demonio».
La princesa más tarde dio a luz a dos gemelos, hijos del Señor de So, Hamura y Hagoromo –más tarde conocido como el «Sabio de los seis caminos»– quienes heredaron su chakra.
Celosa de que sus hijos hubieran heredado el chakra, se fusionó con Shinju para enfrentarse a ellos en la forma del Jūbi. Al final de la pelea, Hamura y Hagomoro lograron separar el chakra de Kaguya y sellar su cuerpo, la estatua demoníaca al crear la Luna. Hagomoro selló el chakra del Jûbi dentro de él y permaneció en la Tierra para distribuir el chakra a los humanos y enseñarles ninshu, mientras que Hamura y el resto de los Otsutsuki fueron a la Luna para vigilar el cuerpo de su madre. Esta última, justo antes de ser sellada, logra crear una entidad a partir de su voluntad para organizar su regreso.

### El sabio de los seis caminos
El sabio de los seis caminos (六道 仙人 Rikudō Sennin?), cuyo nombre real es Hagoromo Otsutsuki (大筒木ハゴロモ Ōtsutsuki Hagoromo?), es un personaje legendario, conocido por haber creado el mundo ninja y el ninjutsu –de hecho, el ninshu, creado para inspirar esperanza, siendo el ninjutsu una creación derivada dedicada a la guerra–. Posee el dojutsu más poderoso, el Rinnegan.
Hasta su aparición al final de la Cuarta Guerra Ninja, se lo representa como una silueta con solo los ojos visibles –revelando así sus pupilas–, y usa un collar con seis símbolos que representan los seis caminos de la reencarnación. Cuando Naruto lo encuentra en su mente, tiene cuernos relacionados con su dominio del senjutsu, cabello largo y blanco y una barba que llega hasta su estómago, terminando en una punta; tiene los cinco círculos concéntricos del rinnegan tatuados en la frente y sostiene un bastón negro con un anillo truncado en un extremo y un anillo completo en el otro extremo con seis anillos más pequeños colgados en él.
El sabio posee un poderoso poder de creación llamado Izanagi (イザナギ Izanagi?), basado en el Jutsu: Creación de Todas las Cosas, combinando energía espiritual –yin para dar forma a la nada, y energía física –yang–, es un poder utilizado para dar forma a lo imaginario. Esta técnica es utilizada de alguna forma por Danzo Shimura y Madara Uchiha para ganar invulnerabilidad temporal al combinar los poderes del sharingan y los del primer Hokage para fusionar la ilusión y la realidad, permitiéndoles ignorar las consecuencias de cualquier ataque; el sharingan, que sirve como conducto para este poder, queda ciego y pierde sus capacidades.
Según Jiraiya, el sabio quería traer paz y orden, diciendo que el ninshu era un poder de los cielos, la herramienta de los dioses, y que podía traer paz a un mundo caótico, o bien, si se usaba incorrectamente, destruirlo por completo y convertirlo todo en polvo. Por otro lado, según Madara, aunque solo es un mito, esta historia se basa en elementos reales, que finalmente se confirma con la aparición y las revelaciones del propio sabio al final de la Cuarta Guerra Ninja.
El sabio fue el primer jinchūriki en la historia, habiendo sellado en su cuerpo al diez Colas, salvando así al mundo del poder destructivo de la bestia. Gracias a esta acción, fue venerado por la gente como un dios. Madara incluso lo llama superhombre debido a su poder y habilidades extraordinarias.
De sus descendientes vendrían los clanes Senju y Uchiha, quienes juntos fundaron la primera aldea escondida del «mundo ninja» –La Aldea Oculta de la Hoja–, iniciando así la estructura política que traerá estabilidad allí.

### Los herederos del sabio
Zetsu cuenta la historia de los herederos del sabio a Naruto y Sasuke:
El sabio habría tenido dos herederos; sintiendo que se acercaba su fin y no habiendo cumplido su sueño de paz mundial, les legó sus esperanzas y su poder. El hijo mayor recibió el sharingan, un chakra poderoso y una gran energía espiritual; su idea de la paz estaba en el poder. El menor recibió la fuerza y la energía física del sabio –un abundante chakra–. El sabio elige al más joven como su sucesor, después de que pasen una prueba, sin saberlo, encontrándose en el origen de un destino de odio entre los dos linajes, a pesar del debilitamiento de los poderes a lo largo de las generaciones. Los Uchiha descienden del mayor mientras que los Senju descienden del menor.
Cuando Naruto se encuentra con el sabio en su mente, le cuenta una versión ligeramente diferente y más detallada de la historia de sus hijos:
El sabio tuvo dos hijos; el mayor, Indra, era un genio que había heredado el chakra y los ojos de su padre, y su facilidad, así como su agudo sentido del combate, lo llevaron a creer que todo era posible con su poder; el más joven, Ashura, era un fracaso que no podía hacer nada sin grandes esfuerzos y la ayuda de sus camaradas. Sin embargo, con el tiempo, el chakra dentro de Ashura floreció, y adquirió un poder equivalente al de su hermano, pero se dio cuenta de que su fuerza provenía de sus compañeros y de lo que significaba cuidar de los demás; terminó concluyendo que era el amor y no el poder lo que impulsaba todo lo posible. Al ver evolucionar a sus dos hijos, el sabio termina dándose cuenta a su vez de que crear lazos y cooperar con sus compañeros era el verdadero camino hacia el poder; creó los demonios con cola y convirtió a su hijo menor en heredero del ninshu, con la esperanza de que su hermano se uniera a él, pero este último no aceptó, alentado en secreto por el Zetsu negro de Kaguya a iniciar una guerra fratricida. Cuando los cuerpos de los dos hermanos fueron destruidos, el chakra que tenían en ellos no se evaporó, sino que reencarnó de generación en generación; Hashirama Senju y Naruto Uzumaki se convirtieron así en las últimas encarnaciones de Ashura, y Madara Uchiha y Sasuke Uchiha, las de Indra.
Los clanes Uzumaki, Senju, Hyuga, Uchiha y Kaguya tienen varias características genéticas del sabio, su hermano y su madre.

### Las armas atesoradas del sabio
Son cinco objetos creados por Otsutsuki, cada uno con diferentes habilidades.
- La Kōkinjō (幌金縄 Cuerda dorada del cielo?) es una cuerda usada en combinación con la espada de siete estrellas y la calabaza carmesí; una vez en contacto con el enemigo, es capaz de hacer escupir su propia palabra espiritual o el lema que más ha pronunciado durante su vida.
- La Shichiseiken (七星剣 Espada de siete estrellas?) es una espada plegable que se usa en combinación con la cuerda dorada y la calabaza carmesí; es capaz de separar del cuerpo la palabra espiritual de las personas que han tocado el hilo de la claridad, mostrarla en la espada y maldecirla a través de la calabaza.
- El Benihisago (紅葫蘆 Calabaza carmesí?) es un arma que se usa en combinación con la espada de siete estrellas y la cuerda dorada; tiene la capacidad de absorber las palabras espirituales de las personas maldecidas por la espada para convertirla en una palabra tabú y sellar dentro de ella cuando el oponente:
  - pronuncia su propia palabra espiritual;
  - pronuncia una palabra en la que la palabra espiritual está presente en su interior;
  - permanece en silencio durante un cierto período de tiempo.

Sin embargo, la palabra espiritual puede cambiar incluso después de que la calabaza ha comenzado a sellar al oponente y, si esto sucede, deja de absorber al enemigo y lo rechaza.
- El Bashōsen (芭蕉扇 Abanico de palma de banano?) es un abanico capaz, a las órdenes de su dueño, de generar técnicas mágicas pertenecientes a cualquiera de las cinco naturalezas del chakra (rayo, agua, fuego, tierra o viento).
- La Kohaku no Jōhei (琥珀の浄瓶 Vasija ámbar de purificación?) es una vasija grande que, a diferencia de la calabaza, para sellar al oponente solo necesita responder a la llamada de quien la sostenga.

Usarlos consume suficiente chakra para matar rápidamente a un ninja promedio, por lo que solo un suministro fenomenal de chakra permite que se usen repetidamente. Estos cinco artículos estuvieron una vez en posesión de la Tierra del Rayo, pero fueron robados por los hermanos Kinkaku y Ginkaku, quienes desertaron.
En la novela tradicional china Viaje al Oeste hay objetos con nombres similares usados por dos antagonistas demoníacos llamados en japonés Kinkaku-daiō y Ginkaku-daiō.

### Bestias con cola
Las bestias con cola –también llamados bijū– son seres místicos creados por el sabio mediante el diez Colas para dividir el poder de este último. Son muy poderosos, están hechos de chakra y ocasionalmente hacen daño en el mundo ninja.
Para evitar que hagan daño, así como para recuperar sus poderes, los ninjas usan una técnica para sellarlos dentro de una persona que luego se llama «contenedor» –o jinchūriki–.
Representando un arma destructiva de gran poder, son objeto de mucha lujuria en el mundo ninja.

## Organización de ninjas

### Geopolítica
La geopolítica del mundo de Naruto está fuertemente basada en los remanentes del Japón Feudal. El mundo ninja está dividido en varios países gobernados por un daimyo; cada país tiene una fuerza militar representada por una aldea oculta comandada por el ninja más poderoso de la aldea, el kage. Son habituales las alianzas, guerras o roces entre diferentes países o pueblos, lo que permite a los protagonistas de la historia vivir muchas y variadas aventuras.
La Aldea de la Hoja, el pueblo donde viven los personajes principales, se encuentra en el centro del País del Fuego, el más poderoso de los cinco grandes países. Cuando comienza la acción, la aldea se encuentra en un período de paz y prosperidad.
En tiempos de paz, ciertos eventos, como el examen chunin, a veces se agrupan entre países aliados para promover la amistad entre esos países y la paz. Estos hechos también permiten mostrar la fuerza militar del pueblo y el potencial de la generación más joven.

### Mundo civil
El mundo civil de Naruto es bastante consistente con el nuestro. Los ninjas se benefician de las mismas tecnologías, viven en familias y tienen actividades clásicas –incluso los vemos yendo al cine en la película Naruto: Dai katsugeki! Yuki Hime Shinobu Hōjō Dattebayo!!–.
Según Kishimoto, la única excepción a este «mundo moderno» es el uso de armas y explosivos. El autor decidió usar armas de una época antigua. También se negó a usar armas de fuego, creyendo que los ninjas no tendrían ninguna posibilidad contra ellos, aunque a veces ciertas técnicas parecen similares. Del mismo modo, rechaza todas las demás armas de tecnología avanzada, como los misiles, que cree que harían que la historia sea irrelevante. Los explosivos utilizados son exclusivos de la serie, como los papeles bomba o la arcilla explosiva de Deidara. El anime a veces también presenta mucha más modernidad que el manga.
Kishimoto también prefiere no introducir vehículos como los aviones, ya que la industria del transporte sigue estando poco desarrollada –los ninjas generalmente viajan a pie o en botes rudimentarios al cruzar océanos o similares–. A pesar de todo, ciertos medios de transporte avanzados se pudieron ver en las películas anexas a la serie.
Respecto a la informática, Kishimoto aclaró que las computadoras en el universo de Naruto seguirán siendo muy básicas, permitiéndose la posibilidad de introducir tecnologías de 8 bits, pero excluyendo las tecnologías de 16 bits. Se utilizan cámaras y cintas de vídeo para monitorear la entrada a la torre central durante la primera prueba en el examen chunin.
Las aldeas ocultas, además de sus actividades militares, tienen una industria bastante desarrollada y un comercio interno que les basta, al parecer, para vivir en autarquía. Kishimoto señala que, aunque nunca se ha visto, es probable que haya una tienda de comestibles en la Hoja –refiriéndose a cualquier cosa que compren los jóvenes ninjas, como las papas fritas de Choji–.
Konoha también tiene un hospital general para civiles, extranjeros y ninjas –sin embargo, las técnicas médicas son más avanzadas que las nuestras, gracias al chakra, los ninjas médicos pueden, por ejemplo, utilizar técnicas que aceleran considerablemente el proceso de regeneración celular en lesiones graves–; sin embargo, no parece haber ninguna estructura educativa que no sea la academia ninja. La aldea también tiene una biblioteca.

### Academia ninja
La academia ninja es la escuela a la que asisten todos los aspirantes a ninjas. Ahí se aprenden todos los conceptos básicos del ninjutsu: el manejo de armas –como kunai y shuriken–, control del chakra, técnicas básicas –sustitución, transformación y clonación– y las reglas fundamentales del ninja. Los estudiantes no se consideran ninjas de pleno derecho y, por lo tanto, se les prohíbe usar una banda en la frente antes de ascender a genin. Este ascenso se obtiene mediante un examen anual, cuyos términos varían de una aldea ninja a otra. En Konoha, es una prueba de conocimiento escrita y una prueba práctica como realizar un jutsu de clonación. En la Aldea de la Neblina, solía tratarse de duelos a muerte entre estudiantes, un ritual abolido cuando un niño que no asistía a la escuela, Zabuza Momochi, mató a unos 100 estudiantes en una clase.
Al final del examen de la academia, los estudiantes se agrupan en tres y se colocan bajo la tutela de un jonin. Este último pone a prueba a sus nuevos alumnos y decide si los capacitará; de hecho, solo un tercio de los estudiantes que aprueben el examen serán realmente aceptados como genin al final de estas pruebas, y los demás tendrán que regresar a la academia por un año más. Un equipo no se puede dividir, por lo que deben tener éxito en forma conjunta, sin que todos fracasen. La clave de la prueba es, por tanto, el trabajo en equipo.

### Fuerzas policiales
La fuerza policial de la Hoja, compuesta por miembros del clan Uchiha, fue creada por iniciativa del segundo Hokage.
El trabajo de la policía es velar por la tranquilidad de la población haciendo cumplir el orden en la aldea, incluida la realización de investigaciones –como en el caso del suicidio de Shisui Uchiha–. Su símbolo es un shuriken negro de cuatro ramas estilizado que lleva el emblema del clan. Su último líder fue Fugaku Uchiha, el padre de Sasuke e Itachi.
Según Tobi, el Hokage, parte de un clan anteriormente enemigo del clan Uchiha, creó estas fuerzas policiales con el único propósito de distraerlos para que los integrantes del clan no intervinieran en el gobierno.

### Jerarquía ninja

Los pergaminos utilizados en la segunda prueba del examen chunin.

Todos los ninjas, desde su graduación de la academia hasta su jubilación, tienen un rango. Este rango determina sus deberes en la aldea y las tareas que pueden realizar.

#### Genin
Los Genin (下忍 Genin?) son aprendices de ninja. Egresados de la academia, que aún continúan en entrenamiento. Por lo general, se dividen en equipos de tres, bajo la responsabilidad de un jonin que les transmite su experiencia y enseñanza, al tiempo que garantiza su protección. Son oficialmente ninjas del pueblo y pueden llevar la banda en la frente. Participan en la economía de la aldea llevando a cabo misiones de rutina sin mayor riesgo –misiones de rango D y raramente de rango C–.
Cuando el jonin considere que el genin del que es responsable ha adquirido suficiente experiencia, puede recomendarlo para el examen chunin.
A diferencia de los jonin y chunin, los genin no usan un uniforme reglamentario, aunque algunos ninjas de este rango parecen usar algún tipo de uniforme que representa a su aldea.

#### Chunin
Los Chunin (中忍 Chūnin?) son ninjas experimentados. Los ninjas con este rango tienen la responsabilidad de liderar un equipo –generalmente un grupo de tres o cuatro ninjas–. El examen para el paso de genin a chunin comprende tres pruebas eliminatorias: una prueba de voluntad, una prueba de supervivencia y una fase final en la que un jurado compuesto por grandes ninjas –como el Kazekage y el Hokage– designa, de forma independiente de las batallas que lo componen, el genin más apto para llevar el título de chunin. El intelecto y la madurez parecen ser criterios más esenciales que la fuerza para el chunin; así, Shikamaru Nara se convirtió en uno sin haber derrotado a Temari durante su pelea.
Aparte de Naruto, que se fue a entrenar con Jiraiya fuera de la aldea, y Sasuke, que dejó la aldea para seguir a Orochimaru, la mayoría de los jóvenes que tenían que fueron genin en la Hoja aprobaron el examen entre la primera y la segunda parte del manga. 
A partir de este rango, los ninjas de las cinco grandes aldeas visten su uniforme de aldea, y se les entrega una copia de este uniforme –el chaleco verde, para Konoha–.

#### Jonin especial
Los Jonin especiales (特別上忍 Tokubetsu Jōnin?) son ninjas que, debido a su especialización en un conjunto particular de tareas, solo han desarrollado sus habilidades en un área en particular y, por lo tanto, no tienen el nivel para reclamar el rango de jonin sin ser chunin. Este es un grado intermedio que refleja sus habilidades altamente desarrolladas en sus campos pero relativamente débiles en otros.
Estos son algunos ejemplos:
- Hayate Gekko, examinador de las preliminares del examen chunin
- Ibiki Morino, jefe de la sección de interrogatorios y torturas de Konoha, y ocasionalmente examinador para la primera prueba del examen antes mencionado
- Raido Namiashi, asignado como guardaespaldas y asistente del tercer Hokage en el examen
- Genma Shiranui, árbitro de las rondas finales del examen
- Ebisu, maestro de Konohamaru
- Anko Mitarashi, examinadora de la segunda parte del examen

#### Jonin
Los Jonin (上忍 Jōnin?) son ninjas de élite, siendo los mejores de su país y son enviados a las guerras para liderar las tropas militares. Realizan las misiones más delicadas y peligrosas –de rango A o B– como asesinatos o espionaje. El ascenso chunin a jonin no se realiza mediante un examen, sino solo cuando otros jonino el kage consideran que el ninja es adecuado para ello. A los jonin también se les atribuye la formación de los grupos genin. En Konoha, también tienen cierta importancia para la política de su aldea, la elección de un nuevo kage debe primero ser aprobada por el voto de los jonin de la aldea antes de ser oficial.
Ejemplos de jonin al inicio de la serie:
- Kakashi Hatake, maestro del equipo 7
- Might Guy, maestro del equipo 3
- Asuma Sarutobi, maestro del equipo 10
- Kurenai Yūhi, maestra del equipo 8
- Hiashi Hyūga, líder del clan Hyūga
- Shikaku Nara, líder del clan Nara
- Inoichi Yamanaka, líder del clan Yamanaka
- Chōza Akimichi, líder del clan Akimichi
- Shibi Aburame, líder del clan Aburame
- Tsume Inuzuka, líder del clan Inuzuka

#### ANBU

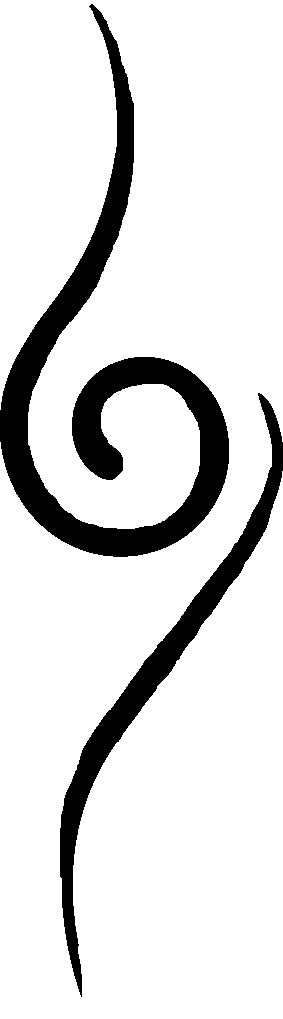
El tatuaje de los ANBU de Konoha.

Los ANBU (暗部?) son una unidad especial creada para proteger al kage. Su nombre se utiliza tanto para designar a la unidad como a sus miembros.
Son resultados entre los ninjas de élite. También son responsables de las misiones más peligrosas –asesinatos, escoltas, espionaje–, y la mayoría de las veces se mueven en escuadrones de tres o cuatro personas liderados por un líder de equipo –cuando no están en una misión individual–.
Están bajo la autoridad directa del kage y solo le deben cuentas a él –a excepción de Raíz–. Debido a sus responsabilidades y al secreto de sus misiones, los ANBU usan un seudónimo y una máscara con la efigie de un animal, un demonio –como en el País de los Bosques– o un óvalo simple –como en Kirigakure–, a veces con decoraciones de un solo color. Además, tienen un tatuaje en el bíceps izquierdo como señal de reconocimiento y su atuendo reglamentario es único. Están equipados con placas de metal que protegen los antebrazos, armadura ligera que protege el torso y la espalda, guantes con placa de metal, sandalias con suela reforzada, una katana en la espalda y una máscara.
Entre los ninjas ANBU se encuentran:
- Kakashi Hatake, antiguo miembro
- Yūgao Uzuki, antigua miembro
- Yamato, líder ocasional del equipo Kakashi
- Itachi Uchiha, antiguo miembro
- Ibiki Morino

#### Raíz
La Raíz (根 Ne?) es una rama paralela de los ANBU, creada y dirigida por Danzo, un partidario acérrimo de la guerra, opuesto al Tercer Hokage. Esta es una facción independiente dentro de ANBU. En Raíz, los ninjas no tienen nombre ni emociones, pasado o futuro, solo su misión.
Esta división finalmente fue disuelta por el Tercer Hokage. A pesar de esto, la Raíz continuó actuando en las sombras –como lo indica la llegada de Sai al Equipo 7, luego de la deserción de Sasuke–.
Los miembros de la Raíz se definen a sí mismos de la siguiente manera: «Lo que hace la fuerza del árbol que es Konoha, y que es invisible desde el exterior, son las raíces que somos». Todos están marcados en la lengua por un sello de Danzo que les impide hablar sobre las acciones de la organización –ya sea libremente o bajo coacción–: tan pronto como comienzan a revelar cosas sobre la Raíz, su cuerpo se paraliza por completo. Cuando Danzo muera, este sello desaparecerá y la raíz se disolverá.

#### Kage
El Kage (影 Kage?) es el título otorgado al jefe de las aldeas de los cinco grandes países. Aunque este título a veces puede parecer hereditario –la Quinta Hokage es la nieta del Primer Hokage cuyo hermano es el Segundo Hokage y Naruto es Séptimo Hokage, que a su vez es hijo del Cuarto Hokage, y de manera similar, Gaara es el sucesor de su padre, el Cuarto Kazekage–, se le otorga al ninja más poderoso de la aldea, convirtiéndose en el «protector» de esta.
Estas personas son oficialmente los cinco ninjas más poderosos del mundo ninja. En caso de una crisis que afecte a todo el mundo ninja, pueden reunirse en un territorio neutral, el País del Hierro, y discutir en una asamblea llamada «Consejo de los cinco kage», cada kage estará acompañado por dos guardaespaldas de su aldea. La reunión está presidida y moderada por un alto funcionario del País del Hierro.
El título de kage y el papel de este se parecen bastante similares a los de los shogun en la historia japonesa, estando los kage más presentes que los daimyo de sus propios países en la política exterior de estos últimos.

##### Títulos
El título de kage siempre está precedido por el elemento del país que alberga la aldea oculta que lidera, lo que da como resultado las siguientes designaciones:
- Hokage (火影?), jefe de la Aldea Oculta de la Hoja, aldea escondida del País del Fuego
- Kazekage (風影?), jefe de la Aldea Oculta de la Arena, aldea escondida del País del Viento
- Mizukage (水影?), jefe de la Aldea Oculta de la Niebla, aldea escondida del País del Agua
- Raikage (雷影?), jefe de la Aldea Oculta de la Nube, aldea escondida del País del Rayo
- Tsuchikage (土影?), jefe de la Aldea Oculta de la Roca, aldea escondida del País de la Tierra

##### Sombreros
El kage se reconoce fácilmente si lleva un sombrero especial y el kanji de su país.
- Estos son los sombreros de los kage, como se muestran por primera vez al comienzo del anime.

Representación del sombrero del hokage al comienzo del anime.
Representación del sombrero del kazekage al comienzo del anime
Representación del sombrero del mizukage al comienzo del anime
Representación del sombrero del raikage al comienzo del anime
Representación del sombrero del tsuchikage al comienzo del anime

- Estos son los sombreros de los kage, como se muestran en Naruto Shippuden.

Representación del sombrero del hokage al comienzo del anime.
Representación del sombrero del kazekage en el anime
Representación del sombrero del mizukage en el anime
Representación del sombrero del raikage en el anime
Representación del sombrero del tsuchikage  en el anime

- En el manga, la primera versión en color del sombrero del hokage es todo negro con el kanji negro y fondo rojo.[nota 47] Posteriormente, los sombreros obtuvieron los kanji de color verde para el kazekage, azul marino para el mizukage, ocre para el raikage y marrón para el tsuchikage mientras que su fondo era blanco.[nota 48]

Representación del sombrero del hokage en el manga
Representación del sombrero del kazekage en el manga
Representación del sombrero del mizukage en el manga
Representación del sombrero del raikage en el manga
Representación del sombrero del tsuchikage en el manga

### Títulos y estatutos

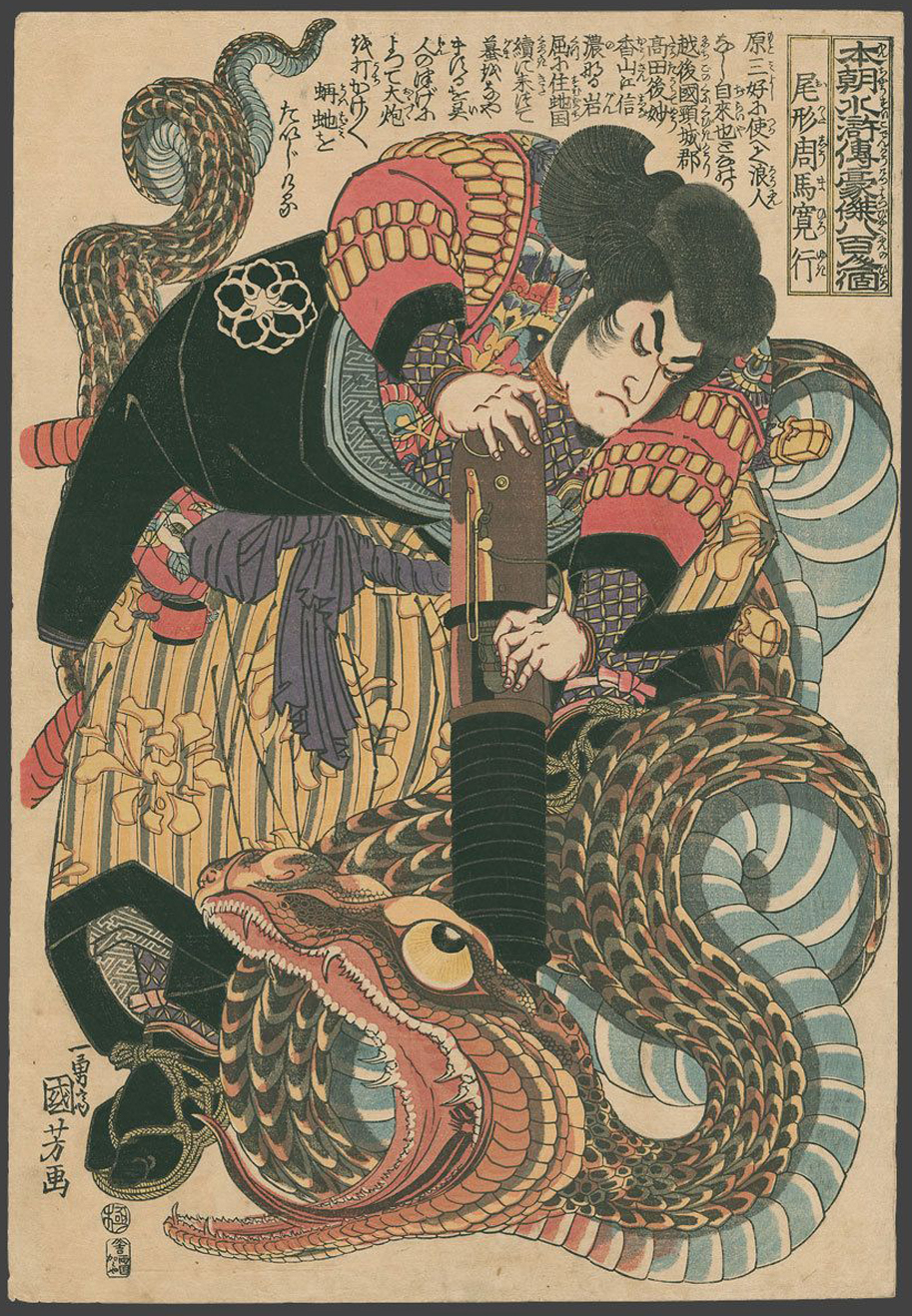
Ilustración del cuento japonés Jiraiya Goketsu Monogatari que inspiró a los sannin.

#### Sannin
Los Sannin (木ノ葉の三忍 Konoha no Sannin?, Ninjas legendarios de Konoha), son ninjas famosos por su fuerza legendaria. Estos son los tres ninjas entrenados por el tercer hokage: Jiraya, el sabiode los sapos, Orochimaru, el científico de dudosa ética, y Tsunade, la ninja médica. Su mítica robustez les permite derrocar por sí solos a una aldea entera o incluso convocar a inmensas criaturas: el sapo Gamabunta de Jiraya, la serpiente Manda de Orochimaru y la babosa Katsuyu de Tsunade.
La denominación sannin, es más un título honorario común que un rango ninja. En efecto, los sannin fueron llamados así por «Hanzo, la Salamandra», antiguo jefe de la Aldea Oculta de la Lluvia, por su gran poder único, ser sobrevivientes a un ataque en contra los ninjas de Konoha durante la Tercera Guerra Ninja y son de un nivel equivalente a los del kage: Tsunade se convirtió, contra todo pronóstico, en la quinta hokage; Orochimaru derrotó al tercer hokage, lo que provocó que se sacrificara por su aldea; Jiraiya, después de la vengativa visita de Orochimaru a Konoha y la muerte de su sensei, rechaza el puesto de hokage que le había sido ofrecido por el consejo de ancianos de la aldea, prefiriendo dejar este cargo a Tsunade.
Durante los dos años y medio que separan las dos partes del manga, cada uno de los sannin entrena a uno de los jóvenes ninjas del equipo 7 formado al inicio del manga: Jiraya se hace cargo de Naruto, Orochimaru de Sasuke, mientras que Tsunade de Sakura.

#### Nukenin
Los Nukenin (抜け忍 Nukenin?) son ninjas que traicionaron y huyeron de sus respectivas aldeas. Una aldea escondida al ser una organización militar, está prohibida abandonarla. Por lo tanto, terminan siendo perseguidos por los ninjas cazadores. 
Los desertores son comúnmente ninjas que han cometido delitos graves, como un intento de asesinato de cualquier habitante de la aldea, actividades prohibidas o incluso el incumplimiento de una misión en particular.
En ocasiones, para simbolizar su desapego de su lugar de origen, mantienen su banda en la frente, teniendo cuidado de tachar el símbolo de su aldea –como es el caso de los miembros de Akatsuki–.
En el mundo de Naruto, los ninjas renegados más poderosos fueron reclutados por Tobi y Pain para formar la Organización Akatsuki. Otros se convierten en mercenarios –por ejemplo, Zabuza Momochi– o actúan por su cuenta –como Orochimaru–.

#### Oinin
Los Oinin (追い忍 Cazador de desertores?) son los ANBU con una misión especial para rastrear y neutralizar a los ninjas desertores para proteger los secretos de su aldea.
La caza del renegado es crucial: se trata de proteger los secretos de su aldea para que no se los revelen al enemigo.
Después de matar a un desertor, su tarea es eliminar el cuerpo y sus secretos para que otras aldeas no puedan obtener información. Según Kakashi, el final de un ninja es, por tanto, «silencioso e inodoro». No debe dejar ningún rastro. La única parte del cuerpo que queda es la cabeza, para demostrar que la misión fue un éxito.

#### Iriyo-nin

Símbolo del equipo médico de Konoha.

Los Iriyo-nin (医療忍 Iryō-nin?, Ninja médico) son ninjas con un buen conocimiento de las técnicas médicas. Su misión principal es brindar primeros auxilios a los heridos cuando su equipo está en combate –y al final de una pelea–.
Por lo general, no están en línea de combate, ya que deben evitar ser asesinados a toda costa, por lo que atacar no es su principal tarea. Por lo tanto, para no ser asesinado, un médico ninja debe concentrarse ante todo en evitar ser golpeado por ataques enemigos.
La técnica básica del ninjutsu médico se llama «Jutsu: Palma mística». Se utiliza para curar heridas y para realizar cirugías. El usuario concentra su chakra (de color verde) en su mano y lo aplica a la herida, acelerando la regeneración celular. También puede enfocar su chakra en una hoja para operar cuando sea necesario. Dado que la hoja está hecha de chakra, el usuario no necesita cortar la piel del cuerpo para llegar a los músculos y órganos.
Para practicar ninjutsu médico con un lado curativo, se requiere una gran cantidad de chakra. Por otro lado, cortar parece ser menos intensivo en chakra. Este aspecto de corte de esta técnica también se puede emplear en combate, aunque requiere una precisión y eficiencia increíbles por parte del usuario. Más allá de esta técnica, varios ninjas médicos en grupos pueden utilizar técnicas más poderosas para curar heridas más graves. Otra faceta de su trabajo también puede ser la de crear antídotos contra los venenos que puede utilizar el adversario. Tsunade pertenece a esta categoría de ninjas. También sugirió una idea para que se asignara un médico ninja a cada equipo ninja de Konoha.

#### Equipo de barrera de Konoha
El Equipo de barrera de Konoha (结界班 Kekkai-Han?) tiene ninjas encargados de vigilar la barrera protectora que rodea a Konoha. Esta barrera es esférica y puede ser detectada por el rinnegan. Protege a Konoha de todos los lados, incluidas las intrusiones subterráneas. Los intrusos son detectados de inmediato por un especialista del equipo que puede detectar las perturbaciones en la barrera y ver dónde exactamente se está produciendo la intrusión, gracias a una esfera pequeña transparente que flota en la habitación del equipo de protección. El arnés del sensor principal y otros dos sensores al lado llevan el símbolo del equipo de protección además del protector que lleva el símbolo de Konoha.
Una vez que se detecta una intrusión, el sensor alerta al resto del equipo de cinco ninjas y les da el área de la intrusión, en forma de dos letras. Si los intrusos son demasiado numerosos o demasiado poderosos, estos ninjas también son responsables de advertirle al hokage que ponga en alerta el pueblo. Estos ninjas también llevan el símbolo del equipo de protección en el hombro derecho.
Cuando Pain ataca la aldea, un Hyuga es parte del equipo de protección, por lo que el byakugan puede determinar rápidamente el alcance de la invasión y actuar en consecuencia.
Los ANBU o antiguos ANBU –como Itachi– saben a priori cómo cruzar la barrera sin ser detectados, lo que explica por qué la intrusión de él y Kisame no se notó después de la muerte del tercer hokage.

### Vestimenta ninja
En el universo de Naruto, los ninjas están lejos de mostrarse como son originalmente. Según Kishimoto, fue para darle ese toque de originalidad, rechazando todas las ideas predeterminadas sobre ninjas –pasamontañas, equipo negro, etc–. Le pareció divertido que un joven rubio vestido con ropa naranja pudiera ser parte de una organización de inteligencia.

### Tipos de misiones

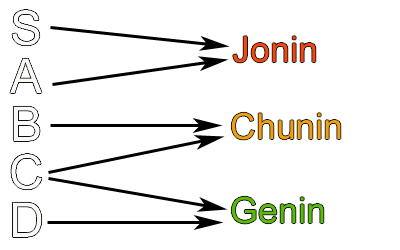
Los tipos de misiones.

Las misiones asignadas a los ninjas se dividen en cinco categorías, según las habilidades requeridas y los riesgos involucrados.
En el segundo volumen, el tercer hokage explica cómo funciona el sistema de misiones: «El pueblo recibe muchas solicitudes todos los días. Los temas son amplios, desde cuidar niños hasta cometer asesinatos. Enumeramos estas diversas misiones y luego las dividimos en cinco categorías S, A, B, C y D, según su nivel de dificultad. Los ninjas del pueblo también se clasifican en una jerarquía establecida según sus habilidades. Soy yo en la parte superior, luego van los jonin, chunin y, al final, a los genin. Depende de las personas de categoría superior distribuir las misiones a los otros ninjas de acuerdo con sus respectivas habilidades. Finalmente, cuando la misión se ha cumplido bien, el aspirante nos paga una retribución: este es todo el proceso».
Estas atribuciones son las que se dan en tiempos normales. En Konoha, tras el ataque de Orochimaru, en la que murieron muchos ninjas, la falta de personal significó que las misiones delicadas debían asignarse a ninjas menos experimentados. Por lo tanto, el equipo formado por Shikamaru, Naruto, Neji, Kiba y Choji, compuesto por genin y chunin, tiene la misión de recuperar a Sasuke, mientras que su misión está catalogada como A. Además, al darse cuenta del peligro de la misión, Tsunade envía urgentemente dos equipos médicos, e incluso llama a Sunagakure, quien envía al equipo de Gaara como refuerzos. Incluso Kakashi va al rescate, ayudado por sus perros ninja.

#### Rango D
Estas son las misiones menos difíciles. Se trata principalmente de servicios que se brindan a los aldeanos: arar campos, arrancar hierbas, pasear mascotas, etc. Suelen entregárselas a los nuevos genin para que aprendan a llevarse bien y a trabajar en equipo.

#### Rango C
Estas misiones requieren salir del pueblo. Pueden ser escoltas de personas o entregas de documentos que no presentan ningún peligro. Si bien estas misiones conllevan poco riesgo de luchar contra los atacantes, requieren un poco más de experiencia. Por lo tanto, se las otorgan a los genin experimentados o chunin recién ascendidos.

#### Rango B
Estas misiones son más arduas y peligrosas. Presentan grandes riesgos de encontrarse con beligerantes. Esto implica escoltar a personalidades amenazadas de muerte o entregar documentos confidenciales. Por lo tanto, se las confían a los chunin o jonin experimentados.

#### Rango A
Estas misiones extremadamente peligrosas son de suma importancia. Por tanto, son realizados por ninjas muy experimentados como los jonin y ANBU. Se trata de llevar a cabo los cargos más delicados como asesinatos, escoltar al señor feudal o incluso misiones de espionaje.

#### Rango S
Este es el grado máximo de misiones. Por lo tanto, solo los mejores ninjas de un país pueden realizar estas tareas. Las misiones de rango S se distinguen de las misiones de rango A porque tienen un impacto casi vital en la sostenibilidad de la aldea. Suelen ser realizados por un jonin, ANBU o, en raras ocasiones, por el propio kage. Estas misiones pueden ser de espionaje, asesinato o arresto de criminales de rango S, como los miembros de Akatsuki.